# Sathima Bea Benjamin
Sathima Bea Benjamin (Johannesburg, 1936. október 17. – Fokváros, 2013. augusztus 20.) dél-afrikai dzsesszénekesnő.
Serdülő korában először egy helyi mozi tehetségkutató versenyén lépett fel. Az 1950-es években éjszakai klubokban énekelt fokvárosi zongoristákkal, például Tony Schilderrel. Repertoárját brit és amerikai filmekben és a rádiókban hallott dalokkal bővítette. Felfedezte magának Nat King Cole-t, Billie Holidayt, Doris Dayt, Ella Fitzgeraldot. Ezektől eltanulva alakította ki egyéni stílusát, különös tekintettel a könnyed kifejezésre és a tiszta dikcióra.

## Pályakép
Az 1960-as Sharpeville-i mészárlást követően férjével, Abdullah Ibrahimmal együtt elhagyták Dél-Afrikát. Zürichben telepedtek le. Bea Benjamin Németországban, valamint a skandináv országokban dolgozott, alkalmanként együttműködve amerikai dzsesszzenészekkel, így Don Byasszal, Dexter Gordonnal, Kenny Drew-val, Ben Websterrel, Bud Powellel, John Coltrane-nel és Thelonious Monkkal.
Az a muzsikus, aki a legnagyobb hatással lenne volt rá, Duke Ellington volt. 1963-ban Zürichben találkozott az Ellingtonnal. Miután a koncert véget ért, ragaszkodott ahhoz, hogy Ellinton hallgassa meg a férje trióját az Africana Clubban, ahol Ibrahim együttese rendszeresen szerepelt. Ellinton ragaszkodott ahhoz, hogy Benjamin énekeljen neki. Ezt követően Ellington megszervezte, hogy Párizsba repüljenek. Albumokat készítettek Frank Sinatra's Reprise címmel. Ibrahim lemeze, a Duke Ellington bemutatja a Dollar Brand Trio-t a következő évben jelent megmind Európában, mind az Egyesült Államokban (A Morning in Paris).
Benjamin kapcsolata folyamatos volt Ellengtonnal. 1965-ben összehozta, hogy együttesével fellépjenek az Egyesült Államokban, a Newporti Jazz Fesztiválon – ahol az Ellington Solitude-t játszotta el – és később felkérte, hogy csatlakozzon véglegesen együtteséhez.

## Lemezek
- African Songbird with Dollar Brand (The Sun, 1976)
- Sathima Sings Ellington (Ekapa, 1979)
- Dedications (Ekapa, 1982)
- WindSong with Kenny Barron, Buster Williams, Billy Higgins (Ekapa, 1985)
- Memories and Dreams (Ekapa, 1986)
- LoveLight (Ekapa, 1988)
- Southern Touch (Enja, 1989)
- A Morning in Paris (Enja, 1997)
- Musical Echoes (Ekapa, 2002)
- Cape Town Love (Ekapa, 2003)
- Song Spirit (Ekapa, 2006)